# Donacia hypoleuca
Donacia hypoleuca är en skalbaggsart som beskrevs av Lacordaire 1845. Donacia hypoleuca ingår i släktet Donacia och familjen bladbaggar. Inga underarter finns listade i Catalogue of Life.